# Quintus Servilius Priscus Structus
Pour les articles homonymes, voir Servilius Priscus Structus.
Quintus Servilius Priscus Structus est un homme politique romain du Ve siècle av. J.-C., maître de cavalerie du dictateur Manius Valerius Volusus Maximus en 494 av. J.-C.

## Famille
Il est le fils d'un Publius Servilius Priscus Structus et le frère de Publius Servilius Priscus Structus, consul en 495 av. J.-C.

## Carrière
En 494 av. J.-C., les consuls ont besoin d'enrôler de nombreux soldats pour continuer la guerre face aux Volsques et aux Èques, mais la population s'y oppose. Pour débloquer la situation, l'ancien dictateur Titus Larcius Flavus propose d'interdire pendant ces guerres continuelles de saisir les biens d'un débiteur, soldat ou non, à l'image de ce qu'a déjà proposé Publius Servilius l'année précédente, tandis qu'Appius Claudius qui ne veut rien entendre exige que l'autorité consulaire soit respectée et qu'on nomme un dictateur dont la puissance est indiscutable pour mettre au pas le peuple. Selon Tite-Live, le Sénat hésite à le nommer à ce poste, mais c'est finalement Manius Valerius Volusus Maximus, neveu de Publius Valerius Publicola, qui est nommé dictateur, prenant Quintus Servilius comme maître de cavalerie,. Publicola publie immédiatement un édit similaire à celui de Publius Servilius en 495, avec le même effet : une grande armée est réunie, notamment parmi les débiteurs. Le peuple est en partie apaisé, bien qu'on ait créé un dictateur contre lui, il appartient à la famille de Publicola, demeuré très populaire, même après sa mort. Publicola, accompagné de Quintus Servilius, défait les Sabins et les Medullini, ce qui lui vaut les honneurs d'un triomphe.